# Kilens övningsfält
Kilens övningsfält är ett militärt övningsfält som är beläget ca 30 km väster om Bodens centrum och ligger inom Bodens kommun.

## Historik
Bakgrunden till skjutfältet går tillbaka till 2014, då Fortifikationsverket fick av regeringen i uppdrag att förvärva mark i Bränneberg till ett värde av 70 miljoner. År 2019 tillfördes Försvarsmakten marken, där förvaltningsansvaret tillfördes Norrbottens regemente.

## Verksamhet
Redan 2017 hade Försvarsmaktens verksamhet i området, då övning "Vintersol" delvis genomfördes i området. En uppmärksam händelse var när en förare förolyckades i samband med att en bärgningsbandvagn 90 gick genom isen vid Lule-Altervattnet söndagskvällen den 26 mars 2017.